# McGraw
McGraw és una població dels Estats Units a l'estat de Nova York. Segons el cens del 2000 tenia 1.000 habitants.

## Demografia
Segons el cens del 2000, McGraw tenia 1.000 habitants, 382 habitatges, i 270 famílies. La densitat de població era de 394 habitants/km².
Dels 382 habitatges en un 35,1% hi vivien nens de menys de 18 anys, en un 54,7% hi vivien parelles casades, en un 12,3% dones solteres, i en un 29,1% no eren unitats familiars. En el 22,5% dels habitatges hi vivien persones soles el 13,4% de les quals corresponia a persones de 65 anys o més que vivien soles. El nombre mitjà de persones vivint en cada habitatge era de 2,6 i el nombre mitjà de persones que vivien en cada família era de 3.
Per edats la població es repartia de la següent manera: un 27,1% tenia menys de 18 anys, un 8,9% entre 18 i 24, un 27,4% entre 25 i 44, un 20,9% de 45 a 60 i un 15,7% 65 anys o més.
L'edat mediana era de 36 anys. Per cada 100 dones de 18 o més anys hi havia 87,9 homes.
La renda mediana per habitatge era de 33.750 $ i la renda mediana per família de 38.654 $. Els homes tenien una renda mediana de 27.361 $ mentre que les dones 22.063 $. La renda per capita de la població era de 15.076 $. Entorn del 9,8% de les famílies i el 9,9% de la població estaven per davall del llindar de pobresa.